# ボラベンゼン
ボラベンゼン(Borabenzene)は、ベンゼンの炭素原子の代わりにホウ素を持つ芳香族複素環式化合物である。その単純な構造やホウ素-炭素原子間の強固な結び付きにもかかわらず、ホウ素原子上に配位子を持たないフリーのボラベンゼンはまだ単離されていない。ホウ素が強いルイス酸であることによる分子の不安定性により、電子不足となっている。フリーのボラベンゼンを作ろうとする試みは全て、陰イオンリガンドや中性リガンドとの錯体の生成に終わっている（窒素分子でさえボラベンゼンと配位しうる）。しかし、ボラタベンゼンと呼ばれる陰イオン錯体は、アニオン性π型配位子として、配位化学において広い用途を持つ。また、ピリジン（ビフェニルと等電子な付加物）やトリフェニルホスフィン（テトラフェニルシランと等電子な付加物）等の電子供与分子と安定な付加物を形成する。

## 配位子としての性質
ボラタベンゼンは六員環に負の電荷を持ち、遷移金属錯体にしばしば用いられるシクロペンタジエニルアニオン等のような強いπ-供与配位体として働く。実際、多くの遷移金属のサンドイッチ型錯体はボラタベンゼンとして用いられると報告され、亜鉛のサンドイッチ型錯体は、ジルコノセンと同様にエチレン重合の触媒として用いられる。

## ボラタベンゼン類
1-ボラタナフタレン、9-ボラタアントラセン、ボラシクロオクタテトラエン、2,2'-ジボラタビフェニル等、いくつかの含ホウ素環状化合物は、ボラタベンゼン類に含まれる。これらのうち、2,2'-ジボラタビフェニルは、ボラベンゼンを元にした初めての二座のルイス酸であり、よく使われる二座の配位子2,2'-ビピリジンのルイス酸アナログであるとみなせる。この化合物は、ホウ素と窒素を含む多環芳香族炭化水素のアナログを形成し、ホウ素原子と窒素原子の間の電荷移動のために、特徴的な光学的及び電気化学的性質を示す。

## 反応
ボラベンゼンは、電子不足のアルキンとのディールス・アルダー反応で、ボラバレレンと呼ばれるホウ素がぶら下がったバレレンを形成することが知られている。
同様に、ベンゾボラバレレンは、2-(トリメチルシリル)フェニルトリフラートとフッ化セシウムにより、ベンザインから得ることができる。
これらのバレレン化合物中のホウ素原子は、三叉ピラミッド型で、より強いルイス酸となっている。これは、通常のホウ素-ピリジン付加物中のB-N結合が165pmであるのと比較して、158pmという以上に小さなB-N長を持つことからも示される。
この性質のもう1つの顕著な兆候は、200℃であっても、ピリジン配位子を離しにくいことである。
通常のバレレンとは異なり、このベンゾバレレンは開環メタセシス重合も起こしにくい。